# Habronattus cambridgei
Habronattus cambridgei là một loài nhện trong họ Salticidae.
Loài này thuộc chi Habronattus. Habronattus cambridgei được Elizabeth Bangs Bryant miêu tả năm 1948.